# Nemesia viscosa
Nemesia viscosa är en flenörtsväxtart som beskrevs av Ernst Meyer och George Bentham. Nemesia viscosa ingår i släktet nemesior, och familjen flenörtsväxter. Inga underarter finns listade i Catalogue of Life.